# Narukerä
Narukerä är en bandyklubb i Björneborg Finland. Klubben spelar i Bandyligan, den högsta division inom finsk bandy. 
Det finska ordet "narukerä" betyder "snörnystan" på svenska, vilket väl är en hänsyftning till "det röda nystanet". Narukerä spelar sina hemmamatcher på Björneborgs konstisplan.
Lagets publikrekord är 2 157, i finalmatchen mot Torneå PV 2005.

## Meriter
- FM-guld: 1999, 2023
- FM-silver: 2005, 2012, 2013
- FM-brons: 2002, 2006, 2007, 2010, 2011, 2021

## Spelartruppen 2013-2014
Målvakt:
- 01   Esko Kuusamo
- 20  Joni Rintala
- 33  Ville Taramaa

Back:
- 03  Markku Arola
- 25  Kasper Perdén
- 41  Jere Koivula

Mittfältare:
- 05  Heikki Hyvönen
- 07  Aleksi Vihtilä
- 11  Esa Oksanen
- 13  Jari Avellan
- 18  Tommi Heikkilä
- 19  Jacob Edström
- 21  Juuso Heikkinen
- 23  Henri Nykänen
- 24  Aleksi Lindqvist
- 43  Timo Niemi

Forward:
- 08  Olli Ruotsalainen
- 09  Niko-Valtteri Koivula
- 17  Alexander Hart
- 22  Tomi Mustonen

## Tidigare spelare
- Ville Aaltonen
- Markku Huhtanen
- Timo Oksanen
- Alexander Pershin
- Miska Suves
- Jarno Väkiparta